# مغارة نبتون
مغارة نبتون (بالإيطالية: Grotta di Nettuno)‏؛ (بالكتالونية: Cova de Neptú)‏ هو كهف نوازل الأعمدة الهابطة بالقرب من مدينة ألغيرو في جزيرة سردينيا بإيطاليا. تم اكتشاف الكهف من قبل الصيادين المحليين في القرن الثامن عشر وتطور منذ ذلك الحين إلى منطقة جذب سياحي شهيرة. حصلت المغارة على اسمها من إله البحر الروماني نيبتون.

## نظرة عامة
يقع مدخل الكهف على ارتفاع حوالي متر واحد فقط فوق مستوى سطح البحر عند سفح منحدرات كابو كاتشيا التي يبلغ ارتفاعها 110 أمتار، وبالتالي لا يمكن زيارة الكهف إلا عندما تكون المياه الموجودة بالأسفل هادئة. هناك درج تم قطعه في الجرف عام 1954، ويؤدي درج إسكالا ديل كابيرول المكون من 654 درجة من موقف للسيارات أعلى الجرف إلى المدخل. يمكن الوصول إلى الكهف أيضًا عبر رحلة قصيرة بالقارب من ميناء ألغيرو؛ يتم ترتيب هذه الرحلات كل ساعة خلال فصل الصيف، ولكن بشكل أقل تواترًا خلال الربيع والخريف. يقع كهفان آخران في الجوار، «الكهف الأخضر»، وهو غير مفتوح للسياح، ومغارة ريكامي، التي لا يمكن الوصول إليها إلا من البحر. تحت الماء في كل مكان يوجد العديد من الكهوف البحرية الكبيرة تحت الماء، الجنة لعشاق الغوص، الأكبر والأكثر شهرة هو كهف نيريو، الذي يزوره كل عام الآلاف من الغواصين.
يُقدر الطول المجمع لنظام الكهف بحوالي 4 كيلومترات، لكن بضع مئات من الأمتار فقط هي التي يمكن للجمهور الوصول إليها. يوجد في الداخل ممرات من تكوينات الهوابط والصواعد المضاءة، وبحيرة المياه المالحة بطول 120 مترًا، والتي تقع عند مستوى سطح البحر. كان الكهف في السابق موطنًا لفقمة الراهب المتوسطية، والتي انقرضت في المنطقة.